# Reg Bicknell
Reg Bicknell (ur. 2 czerwca 1915, zm. 28 października 1992) – brytyjski kierowca wyścigowy.

## Kariera
W wyścigach samochodowych Bicknell poświęcił się głównie startom zaliczanym do klasyfikacji Mistrzostw Świata Samochodów Sportowych. W 1956 roku Brytyjczyk odniósł zwycięstwo w klasie S 1.1, a w klasyfikacji generalnej był siódmy.